# Platycheirus oreadis
Platycheirus oreadis är en tvåvingeart som beskrevs av John Richard Vockeroth 1990. Platycheirus oreadis ingår i släktet fotblomflugor, och familjen blomflugor.
Artens utbredningsområde är Colorado. Inga underarter finns listade i Catalogue of Life.